# Anita Muraro
Anita Muraro (Thiene, 15 marzo 2000) è una hockeista su ghiaccio italiana.

## Biografia
Nata a Thiene, ma cresciuta ad Asiago, si è formata nelle giovanili della locale squadra dell'Asiago Hockey 1935.
Nella stagione 2014-2015 ha fatto, giovanissima, il suo esordio in una squadra seniores, affiancando agli impegni con la giovanile asiaghese, la disputa di campionato italiano e EWHL con la squadra altoatesina dell'EV Bozen Eagles.
Fa parte sin dal 2014 della nazionale Under-18, con cui ha disputato i mondiali di categoria nel 2015 e 2016. Dopo aver superato le qualificazioni in Finlandia nel luglio 2015, ha difeso i colori azzurri in occasione dei II Giochi olimpici giovanili invernali, durante i quali ha vinto la medaglia d'argento nella gara di abilità.
In occasione dei mondiali di Prima Divisione Gruppo B del 2016 ha fatto il suo esordio in nazionale maggiore.
Nell'estate del 2017 si è trasferita ad Oakville, in Canada per motivi di studio, militando nella formazione Under-17 delle Oakville Hornets. Il 20 gennaio 2018 ha esordito anche con la formazione Under-21 della stessa società, nella lega giovanile femminile PWHL.
Nella stagione successiva ha giocato stabilmente in PWHL, per poi fare ritorno in Europa: faceva parte di quel nutrito gruppo di giocatrici italiane (oltre a lei, Greta Niccolai, Franziska Stocker e Aurora Abatangelo, oltre alle confermate Giulia Mazzocchi e Anneke Orlandini) che nell'estate del 2019 si sono accasate al Lugano, nel massimo campionato svizzero, agli ordini dell'allenatore Massimo Fedrizzi, anch'egli italiano. La stagione venne interrotta a causa della pandemia di COVID-19, con le Ladies eliminate in semifinale.
Nella stagione successiva ha inizialmente fatto parte ancora del roster del Lugano, pur senza mai scendere in campo, per poi passare all'HC Ambrì-Piotta Girls in Swiss Women’s Hockey League B, con cui raccolse una sola presenza prima che anche questo campionato fosse dapprima sospeso e poi definitivamente interrotto, ancora una volta a causa della pandemia di COVID-19.
Dal 2023 è entrata a far parte del dipartimento di Finanza Strutturata di Fineurop Soditic S.p.A.

## Palmarès
- Giochi olimpici giovanili invernali:  Lillehammer 2016
- Campionato italiano femminile: 3

EV Bozen Eagles: 2014-2015, 2015-2016, 2016-2017
- EWHL: 1

EV Bozen Eagles: 2016-2017